# Ябълково семе (филм)
Вижте пояснителната страница за други значения на Ябълково семе.
„Ябълково семе“ (на японски: アップルシ－ド) е аниме филм режисиран от Шинджи Арамаки, излязъл за пръв път в Япония на 17 май 2004 г. Филмът е базиран на персонажите на Масамуне Широу от оригиналната манга поредица Appleseed публикувана през 1985 г. Въпреки че има някои общи персонажи с мангата, филмът проследява самостоятелна сюжетна линия.

## Сюжет
Внимание:  Текстът по-долу разкрива сюжета на произведението (или части от него)!
Действието се развива през 2131 г. Главен герой е Дюнън Кнут, легендарен войник-жена и оцелял от Третата световна война, която довежда света до пълна разруха. Нейният бивш любовник и другар Брариърс, който сега е киборг, я завежда в Олимпус, град обитаван от генно-инжерно създаден вид наречен Биороиди.
В града тя е интегрирана към престижната ораганизация ESWAT, където служи като градски пазител. Това, което тя открива, не е обещаната земя на мир, а по-голямо бойно поле и отпреди.
Биороидите имат много по-къс живот от човешкия, заради потискането на репродуктивните им способности. Секретна организация (редовна армия на Олимпус) разрушава сградата, в която се правят опити за удължаване, живота на биороидите. Това довежда до криза и размирици.
Под повърхността си Олимпус крие многобройни войнствено настроени групировки. Някои вярват, че Биороидите са заплаха за бъдещия напредък на човечеството, други вярват, че хората са заплаха за самите себе си. Големият въпрос е има ли право всеки на живот и дали една група заслужава да живее повече от друга. В центъра на тази битка е Appleseed, информацията, която може да удължи живота на биороидите, като им възстанови репродуктивните способности.

## Саундтрак
Оригиналния саундтрак на филма съдържа предимно електронна музика, техно и транс. Музиката е събрана в два диска.

### CD1
1. Dive For You / Boom Boom Satellites
2. Burns Attack / Paul Oakenfold
3. Good Luck / Basement Jaxx с участието на Lisa Kekaula
4. One Man Army / T. Raumschmiere
5. Bump Over Hills / Boom Boom Satellites
6. Coro / Ryuichi Sakamoto
7. White Car / Atom
8. Hand To Phone (Appleseed Version) / Carl Craig Vs Adult
9. The Dragonfly Who Thought He Was a Mockingbird / Akufen
10. Anthem / Boom Boom Satellites
11. Underdog / Boom Boom Satellites

### CD2
1. Appleseed
2. Exposed
3. Akumu
4. Saikai
5. Kidou
6. Utopia
7. Betrayal
8. Mother
9. Crossfire
10. Kikan
11. Password

## Продължение
Режисьорът Шинджи Арамаки режисира и продължение на филма от 2004, носещо името Appleseed EX Machina. Вторият филм излиза на 20 октомври в 2007 г. в Япония. Както първият, така и продължението е рисувано в 3D графика, но този път продуцент е Джон Ву.